# Marosfő
Marosfő (románul Izvoru Mureșului) falu Romániában Hargita megyében.

## Fekvése

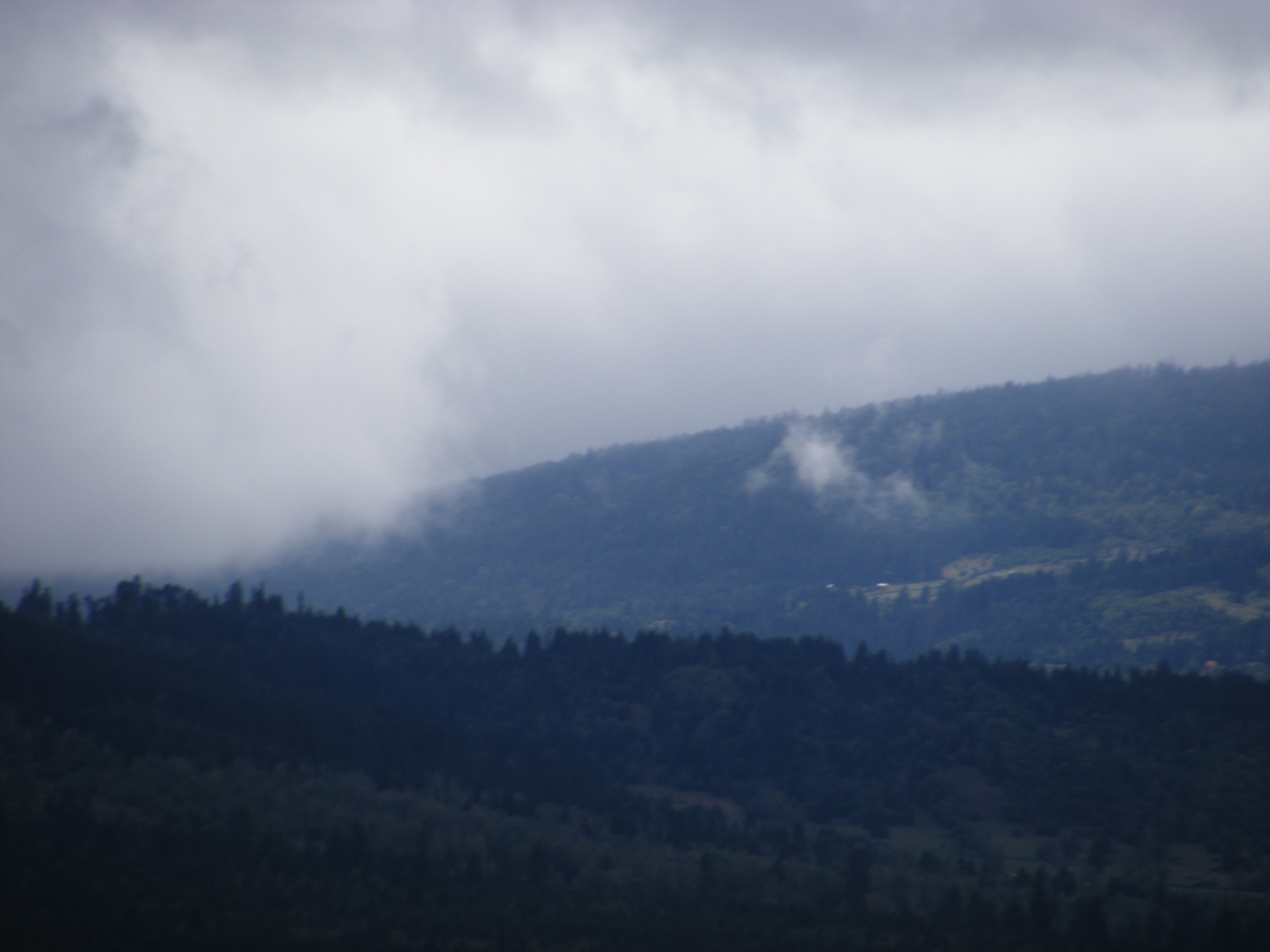
Marosfőt körülvevő hegyek

A Gyergyószentmiklóstól 23 km-re délkeletre 850 m magasan a marosfői hágónak nevezett Geréces-nyereg hátán fekvő klimatikus üdülőhely.

## Nevének eredete
Onnan kapta a nevét, hogy határában ered a Maros. Egyik forrása a Fekete-rez csúcsa alatt 1350 m magasan van és a vasútállomás alatt egyesül a másik ággal. Az Olt forrása 1418 m magasan a Magas-bükk lejtőjén a Kovács Péter és a Sóvető patakok által körülvett mocsaras vízgyűjtő teknőben van. A román név a magyarnak tükörfordítása.

## Története
Szórványtelepülés, melynek alsó része a Boták, középső része a Tinkák szórványa. Felső része a tulajdonképpeni üdülőtelepülés. Ifjúsági üdülőhely sípályákkal, felvonóval. Római katolikus temploma 1998-ban épült a falu üdülő részén, régi kápolnája 1930-ból való. Ortodox temploma a középső részen van.
1992-ben 801 lakosából 471 magyar, 329 román volt.
2002-ben 801 lakosából 470 magyar, 331 román.
2011-ben 753 lakosából 480 magyar, 271 román.

## Híres emberek
- Ébner Jenő (1907–1989) lazarista atya, Marosfő egykori plébánosa